# Matete
Matete est une commune située au sud de la ville de Kinshasa, en République démocratique du Congo. Elle est bordée par les communes de Lemba, Kisenso, Limete et Ndjili, cette dernière étant séparée de Matete par la rivière Ndjili. Réputée pour sa densité urbaine, Matete est divisée en 36 quartiers, chacun reflétant la diversité et la complexité administrative de la commune.
La commune est organisée en plusieurs quartiers, dont Mandina, Maïndombe, Mboloko, Kwenge I et II, Ngilima I et II, Lokoro, Anunga, Kunda I et II, Banunu I et II, Batandu I et II, ainsi que le quartier administratif Mutoto, qui accueille le siège administratif de la commune. Contrairement à d'autres communes de Kinshasa, Matete ne dispose pas d'avenues officielles.
Matete est également dotée d'institutions éducatives variées, comprenant des écoles publiques, conventionnées et privées, enrichissant ainsi le paysage éducatif local. La commune est un centre dynamique de la vie communautaire à Kinshasa, avec des marchés animés et des infrastructures locales qui soutiennent son développement urbain.

## Administration et subdivisions
| \| Les 4 districts et les 24 communes de Kinshasa \| \| v · d · m \| |                    |           |
| District de la Lukunga District de la Funa District du Mont-Amba District de la Tshangu Brazzaville Fleuve Congo Pool Malebo M’Bamou Baie de Ngaliema Gombe Barumbu Kin. Ling. K.-V. Ng.-Ng. Kal. Banda- lungwa Kintambo Ngaliema Selembao Bumbu Makala Ngaba Lemba Limete Matete Kisenso Masina Ndjili Kimbanseke Nsele Mont-Ngafula Nsele Maluku |                    |           |
| abréviations : Kinshasa (Kin.), Kasa-Vubu (K.-V.), Lingwala (Ling.), Ngiri-Ngiri (Ng.-Ng.) |                    |           |
| Les 4 districts et les 24 communes de Kinshasa | Blason de Kinshasa | v · d · m |

La commune de Matete est composée des quartiers suivants :
- Mandina,
- Maïndombe,
- Mboloko,
- Kwenge I,
- Kwenge II,
- Ngilima I,
- Ngilima II,
- Lokoro,
- Anunga,
- Kunda I,
- Kunda II,
- Viaza,
- Banunu I,
- Banunu II,
- Batandu I,
- Batandu II,
- Debonhomme,
- Pululu I,
- Pululu II,
- Baboma,
- Kinzazi,
- Tomba,
- Mongo,
- Vitamine I,
- Vitamine II,
- Batende,
- Kinsaku,
- Mutoto,
- Mpudi,
- Bahumbu I,
- Bahumbu II
- Malandi I,
- Malandi 2
- Lokele I,
- Lokele II.
- Bateke
- Singa
- kinsimbu
- Ngufu
- Kinda I
- Kinda II